# Distretto di Challabamba
Il distretto di Challabamba è uno dei sei distretti della  provincia di Paucartambo, in Perù. Si trova nella regione di Cusco.